# قاري حسين أحمد
قاري حسين أحمد محسود (البشتوية/ الأردية: قارى حسین احمد) (6 ديسمبر 1988 - 7 أكتوبر 2010) هو قائد عسكري بارز في حركة طالبان باكستان، ومنظم فريق الهجمات التفجيرية في الحركة. وهو ابن عم حكيم الله محسود.

## نشاطاته
كان قاري حسين يدير معسكرًا للتدريب في جنوب وزيرستان، وفي مايو 2007 قاد حملة من الهجمات في المناطق القبلية الخاضعة للإدارة الاتحادية في باكستان، تضمنت الهجمات عمليات قتل مستهدفة لشيوخ القبائل الموالين للحكومة والوكلاء السياسيين، وهجمات على مقرات الشرطة.
أشيع أنه قد قُتل بعد أن دمر منزله في يناير 2008، لكن في مايو 2008 ظهر بنفسه أمام وسائل الإعلام الباكستانية لإنكار الخبر. وورد أنه قُتل فيما بعد في غارة جوية في 23 يونيو 2009 في مكين جنوب وزيرستان، لكنه اتصل بعد ذلك بالمراسلين لإثبات أنه كان على قيد الحياة. وبعد أيام قليلة من الغارة الجوية، أعلنت الحكومة الباكستانية عن مكافأة قدرها 10 ملايين روبية لأي معلومات تؤدي إلى قتله أو أسره. وفي 2 نوفمبر 2009 تم زيادة المكافأة إلى 50 مليون روبية (600000 دولار).
في 14 يناير 2010 نقلت وكالة برس ترست الهندية عن مصادر تؤكد مقتل قاري حسين في غارة جوية أمريكية بطائرة بدون طيار في شمال وزيرستان أسفرت عن مقتل زعيم طالبان حكيم الله محسود؛ ومع ذلك اتصل قاري حسين بوسائل الإعلام المحلية عبر الهاتف لإنكار موت محسود، كما ظهر مرة أخرى في مقابلة مع Rediff.com في مارس 2010، ونفى مرة أخرى موت محسود.
أعلن قاري حسين مسؤوليته عن محاولة تفجير سيارة مفخخة في ميدان التايمز عام 2010 في شريط صوتي تم نشره على موقع يوتيوب، وتعتقد السلطات في باكستان أن فيصل شهزاد الباكستاني الأمريكي الذي اعترف بزرع سيارة مفخخة في ميدان التايمز قد تم تدريبه من قبل قاري حسين قبل عودته إلى الولايات المتحدة.
وفي 15 أكتوبر 2010 صدرت عدة تقارير تشير إلى مقتل قاري حسين في غارة أمريكية بطائرة بدون طيار، في 26 أكتوبر اتصل أحد كبار قادة طالبان باكستان بصحيفة «آسيا تايمز» مؤكدًا أن محسود قد قُتل في 7 أكتوبر في منطقة خوشالي الفرعية في ميرالي.